# Джорджи, Камила
Камила Джорджи (итал. Camila Giorgi; род. 30 декабря 1991, Мачерата, Марке) — итальянская теннисистка; победительница четырёх турниров WTA в одиночном разряде.

## Общая информация
Камила — одна из четырёх детей аргентинских эмигрантов Серджо и Клаудии Джорджи; её братьев зовут Леонардо и Амадеус, а сестру — Антонелла. Амадеус, как и сестра, профессионально занимается спортом — играя в футбол в Испании.
Итальянка в теннисе с пяти лет, придя на корт при содействии отца, который до сих пор помогает дочери в тренировочном процессе. До тенниса итальянка занималась спортивной гимнастикой.
Любимое покрытие — хард; лучший удар — форхенд. На корте Джорджи предпочитает агрессивные действия по всей площади корта, часто выходя к сетке.

## Спортивная карьера
В сентябре 2009 года Джорджи выиграла первый в карьере титул на 25-тысячнике ITF в Катовице. В ноябре того же года она прибавляет к этому титул на 50-тысячнике ITF в Торонто. Следующий раз Камила побеждает в октябре 2010 года на 25-тысячнике ITF в Рок-Хилле. В мае 2011 года она выиграла 50-тысячник в Карсоне. В июне того же года итальянка одновременно дебютирует в основных соревнованиях WTA Тура и турниров серии Большого шлема, пройдя квалификационный отбор на Уимблдонский турнир. В первом раунде Джорджи уступила, посеянной под 32-м номером, Цветане Пиронковой.
В апреле 2012 года Камила победила на 50-тысячнике ITF в Дотане. В июне она вновь через квалификацию пробилась на Уимблдонский турнир, где обратила на себя внимание своими выступлениями. В первом раунде Джорджи смогла переиграть свою более именитую соотечественницу Флавию Пеннетту. Затем она смогла выиграть ещё два матча у Анны Татишвили и Надежды Петровой, обеспечив себе выход в четвёртый раунд. На этой стадии Джорджи проиграла № 3 в мире на тот момент Агнешке Радваньской. Выступление на Уимблдоне позволило Камиле подняться со 145-й сразу на 90-ю строчку в мировом рейтинге. На дебютном Открытом чемпионате США в первом раунде она проигрывает Пиронковой. Сезон она завершает на 79-м месте в рейтинге.
Дебютные Открытый чемпионат Австралии и Открытый чемпионат Франции в 2013 году завершились для Джорджи поражениями в первом раунде. На Уимблдоне она продвинулась в третий раунд, где проиграла Марион Бартоли, которая в том году стала победительницей турнира. На Открытый чемпионат США итальянке пришлось пробираться через квалификацию. Успешно справившись с этой задачей Камила смогла выйти в четвёртый раунд основного турнира и переиграть в третьем № 8 в мире Каролину Возняцки (4-6, 6-4, 6-3). В борьбе за выход в четвертьфинал она проигрывает соотечественнице Роберте Винчи.
Австралийский чемпионат 2014 года завершился для Джорджи во втором раунде. В феврале того же года она дебютировала за Сборную Италии в розыгрыше Кубка Федерации и помогла одержать победу над Сборную США. На престижном турнире в Индиан-Уэлсе Джорджи смогла выиграть, включая квалификацию, пять матче подряд и выйти в четвёртый раунд. Среди тех кого итальянка смогла обыграть оказалась № 5 в мире Мария Шарапова (6-3, 4-6, 7-5). В апреле Джорджи вышла в свой дебютный финал на турнирах WTA. Произошло это на турнире в Катовице, где Камила обыграла в том числе двух представительниц Топ-20: Роберту Винчи и Карлу Суарес Наварро. В финале она проиграла Ализе Корне — 6-7(3), 7-5, 5-7. В мае на турнире в Страсбурге Джорджи вышла в 1/4 финала, а на Открытом чемпионате Франции во втором раунде проигрывает Светлане Кузнецовой. До четвертьфинала она доходит в июне на травяном турнире в Истборне, а на Уимблдоне также выбывает во втором раунде. В июле итальянская теннисистка вышла в четвертьфинал в Бадгастайне, а в августе в полуфинал на турнире в Нью-Хейвене. В октябре Джорджи выходит в свой второй финал на соревнованиях ассоциации, сыграв его на турнире в Линце с Каролиной Плишковой. В итоге титул достался чешке, которая победила со счётом 6-7(4), 6-3, 7-6(4). После этого Камила сыграла в Москве, где дошла до 1/4 финала и завершила сезон. По его итогам она заняла 35-ю строчку в рейтинге.
2015 год Джорджи начала для себя с выхода в 1/4 финала в Хобарте. На Открытом чемпионате Австралии в первом раунде ей удаётся обыграть № 12 в мире Флавию Пеннетту. В третьем раунде Камила в свою очередь проиграла Винус Уильямс. В апреле она во второй раз подряд выходит в финал на турнире в Катовице. Для этого в полуфинале Джорджи пришлось обыгрывать первую сеянную Агнешку Радваньскую (6-4, 6-2). В решающем матче за главный приз соревнований она уступила словачке Анне Каролине Шмидловой — 4-6, 3-6. На кортах Ролан Гаррос итальянка выбывает во втором раунде. В июне она смогла выиграть свой дебютный титул WTA на турнире в Хертогенбосе, где в финале обыграла Белинду Бенчич — 7-5, 6-3. На Уимблдонском турнире Джорджи прошла в стадию третьего раунда, а на Открытом чемпионате США только во второй.
В начале сезона 2016 года Камила вновь вышла в 1/4 финала в Хобарте. На Австралийском чемпионате уже в первом раунде ей досталась в соперницы первая ракетка мира Серена Уильямс, которая на правах фаворита победила в двух сетах. В апреле она в третий раз подряд вышла в финал на турнире в Катовице и в очередной раз проиграла в решающем матче. Завоевать титул ей не позволила Доминика Цибулкова, победившая со счётом 6-4, 6-0. В апреле Джорджи также смогла выйти в четвертьфинал в Праге. Ролан Гаррос завершился для неё во втором раунде, а Уимблдон уже в первом. Летом она один раз дошла до 1/4 финала на турнире в Вашингтоне. Открытый чемпионат США завершился для Камилы поражением на старте. В сентябре она вышла в четвертьфинал турнира в Сеуле.
2017 год Джорджи открывает с выхода в полуфинал турнира в Шэньчжэне. На Открытом чемпионате Австралии она проиграла в первом раунде Тимее Бачински.
Джорджи участница полуфинального матча турнира в Сиднее в январе 2018 года. В борьбе за выход в финал 12 января Камила уступила немецкой теннисистке Анжелике Кербер со счётом 3:6, 2:6.
В октябре 2018 года выиграла титул на турнире в Линц (Австрия), обыграв в финале россиянку Екатерину Александрову в двух сетах.
На Открытом чемпионате Австралии 2019 дошла до третьего круга, где проиграла чешке Каролине Плишковой в трёх сетах.
На Открытом чемпионате США 2019 года проиграла в первом раунде в двух сетах Марии Саккари из Греции.

## Итоговое место в рейтинге WTA по годам
| Год  | Одиночный рейтинг | Парный рейтинг |
| 2023 | 56                |                |
| 2022 | 67                |                |
| 2021 | 34                |                |
| 2020 | 75                |                |
| 2019 | 98                |                |
| 2018 | 26                |                |
| 2017 | 79                |                |
| 2016 | 83                |                |
| 2015 | 34                |                |
| 2014 | 35                |                |
| 2013 | 93                |                |
| 2012 | 79                |                |
| 2011 | 149               |                |
| 2010 | 244               |                |
| 2009 | 285               |                |
| 2008 | 480               |                |
| 2007 | 833               |                |
| 2006 | 944               |                |

## Выступления на турнирах

### Финалы турнировWTAв одиночном разряде (10)

#### Победы (4)
| Легенда:                                   |
| ------------------------------------------ |
| Турниры Большого шлема (0)*                |
| Олимпиада (0)                              |
| Итоговый турнир WTA (0)                    |
| Premier Mandatory / WTA 1000 Mandatory (0) |
| Premier 5 / WTA 1000 (1)                   |
| Premier / WTA 500 (0)                      |
| International / WTA 250 (3)                |

| Титулы по покрытиям | Титулы по месту проведения матчей турнира |
| ------------------- | ----------------------------------------- |
| Хард (3)*           | Зал (1)                                   |
| Грунт (0)           | Зал (1)                                   |
| Трава (1)           | Открытый воздух (3)                       |
| Ковёр (0)           | Открытый воздух (3)                       |

* количество побед в одиночном разряде.
| №  | Дата            | Турнир                  | Покрытие   | Соперница в финале     | Счёт           |
| 1. | 14 июня 2015    | Хертогенбос, Нидерланды | Трава      | Белинда Бенчич         | 7-5 6-3        |
| 2. | 14 октября 2018 | Линц, Австрия           | Хард (зал) | Екатерина Александрова | 6-3 6-1        |
| 3. | 15 августа 2021 | Монреаль, Канада        | Хард       | Каролина Плишкова      | 6-3 7-5        |
| 4. | 26 февраля 2023 | Мерида, Мексика         | Хард       | Ребекка Петерсон       | 7-6(3) 1-6 6-2 |

#### Поражения (6)
| №  | Дата            | Турнир               | Покрытие   | Соперница в финале     | Счёт              |
| 1. | 13 апреля 2014  | Катовице, Польша     | Хард (зал) | Ализе Корне            | 6-7(3) 7-5 5-7    |
| 2. | 12 октября 2014 | Линц, Австрия        | Хард (зал) | Каролина Плишкова      | 7-6(4) 3-6 6-7(4) |
| 3. | 12 апреля 2015  | Катовице, Польша (2) | Хард (зал) | Анна Каролина Шмидлова | 4-6 3-6           |
| 4. | 10 апреля 2016  | Катовице, Польша (3) | Хард (зал) | Доминика Цибулкова     | 4-6 0-6           |
| 5. | 4 августа 2019  | Вашингтон, США       | Хард       | Джессика Пегула        | 2-6 2-6           |
| 6. | 24 августа 2019 | Нью-Йорк, США        | Хард       | Магда Линетт           | 7-5 5-7 4-6       |

### Финалы турнировITFв одиночном разряде (7)

#### Победы (5)
| Легенда:        |
| --------------- |
| WTA 125 (0)*    |
| 100.000 USD (0) |
| 75.000 USD (0)  |
| 50.000 USD (3)  |
| 25.000 USD (2)  |
| 10.000 USD (0)  |

| Титулы по покрытиям | Титулы по месту проведения матчей турнира |
| ------------------- | ----------------------------------------- |
| Хард (3)*           | Зал (1)                                   |
| Грунт (2)           | Зал (1)                                   |
| Трава (0)           | Открытый воздух (4)                       |
| Ковёр (0)           | Открытый воздух (4)                       |

* количество побед в одиночном разряде.
| №  | Дата            | Турнир           | Покрытие   | Соперница в финале  | Счёт        |
| 1. | 7 сентября 2009 | Катовице, Польша | Грунт      | Ксения Первак       | 6-2 6-3     |
| 2. | 22 ноября 2009  | Торонто, Канада  | Хард (зал) | Анико Капрош        | 4-6 6-4 6-0 |
| 3. | 24 октября 2010 | Рок-Хилл, США    | Хард       | Ирина Фалькони      | 6-3 6-4     |
| 4. | 29 мая 2011     | Карсон, США      | Хард       | Алекса Глатч        | 7-6(4) 6-1  |
| 5. | 22 апреля 2012  | Дотан, США       | Грунт      | Эдина Галловиц-Холл | 6-2 4-6 6-4 |

#### Поражения (2)
| №  | Дата         | Турнир               | Покрытие | Соперница в финале | Счёт    |
| 1. | 20 июня 2010 | Братислава, Словакия | Грунт    | Ленка Юрикова      | 2-6 1-6 |
| 2. | 15 мая 2011  | Роли, США            | Грунт    | Петра Рампре       | 3-6 2-6 |

## История выступлений на турнирах
По состоянию на 18 марта 2024 года
Для того, чтобы предотвратить неразбериху и удваивание счета, информация в этой таблице корректируется только по окончании участия там данного игрока.
| Турнир                       | 2010          | 2011          | 2012  | 2013          | 2014          | 2015          | 2016  | 2017          | 2018          | 2019          | 2020          | 2021  | 2022          | 2023          | 2024  | Итог   | В/П за карьеру |
| ---------------------------- | ------------- | ------------- | ----- | ------------- | ------------- | ------------- | ----- | ------------- | ------------- | ------------- | ------------- | ----- | ------------- | ------------- | ----- | ------ | -------------- |
| Турниры Большого шлема       |               |               |       |               |               |               |       |               |               |               |               |       |               |               |       |        |                |
| Открытый чемпионат Австралии | -             | -             | -     | 1Р            | 2Р            | 3Р            | 1Р    | 1Р            | 2Р            | 3Р            | 3Р            | 2Р    | 3Р            | 3Р            | 1Р    | 0 / 12 | 13-12          |
| Открытый чемпионат Франции   | -             | -             | К     | 1Р            | 2Р            | 2Р            | 2Р    | 1Р            | 3Р            | -             | 1Р            | 2Р    | 4Р            | 2Р            |       | 0 / 10 | 10-10          |
| Уимблдонский турнир          | -             | 1Р            | 4Р    | 3Р            | 2Р            | 3Р            | 1Р    | 3Р            | 1/4           | 1Р            | НП            | 2Р    | 1Р            | 1Р            |       | 0 / 12 | 15-12          |
| Открытый чемпионат США       | К             | К             | 1Р    | 4Р            | 1Р            | 2Р            | 1Р    | 1Р            | 2Р            | 1Р            | 2Р            | 1Р    | 2Р            | 1Р            |       | 0 / 12 | 7-12           |
| Итог                         | 0 / 0         | 0 / 1         | 0 / 2 | 0 / 4         | 0 / 4         | 0 / 4         | 0 / 4 | 0 / 4         | 0 / 4         | 0 / 3         | 0 / 3         | 0 / 4 | 0 / 4         | 0 / 4         | 0 / 1 | 0 / 46 |                |
| В/П в сезоне                 | 0-0           | 0-1           | 3-2   | 5-4           | 3-4           | 6-4           | 1-4   | 2-4           | 8-4           | 2-3           | 3-3           | 3-4   | 6-4           | 3-4           | 0-1   |        | 45-46          |
| Олимпийские игры             |               |               |       |               |               |               |       |               |               |               |               |       |               |               |       |        |                |
| Олимпийские игры             | Не проводился | Не проводился | -     | Не проводился | Не проводился | Не проводился | -     | Не проводился | Не проводился | Не проводился | Не проводился | 1/4   | Не проводился | Не проводился | -     | 0 / 1  | 3-1            |